# Bauhinia × blakeana
La Bauhinia × blakeana és un híbrid artificial, una planta producte del creuament entre les espècies Bauhinia purpurea i Bauhinia variegata.

## Descripció
És un arbre que presenta grans fulles gruixudes i flors vistoses de color vermell purpuri. Les flors, similars a les de les orquídies, mesuren generalment de 10 a 15 centímetres d'ample i floreixen des de principis de novembre fins a finals de març. Malgrat que actualment es cultiva en moltes àrees, es va originar a Hong Kong el 1880 i aparentment tots els arbres cultivats es deriven d'un conreat als Jardins Botànics de Hong Kong. A partir de 1914 es va plantar àmpliament per tot Hong Kong.
L'arbre presenta fulles amb doble lòbul i de forma semblant a una papallona. Les fulles solen fer de 7 a 10 centímetres de llarg i de 10 a 13 centímetres d'ample, amb un solc profund que divideix l'àpex. A Hong Kong les fulles es coneixen com «les fulles intel·ligents» (cantonès: 聰明 葉), i es consideren un símbol de saviesa. Algunes persones fabriquen punts de llibre amb les fulles perquè els portin bona sort en els estudis. La Bauhinia blakeana és un híbrid entre Bauhinia variegata i Bauhinia purpurea. Un estudi realitzat el 2008 va identificar el progenitor femení com a Bauhinia purpurea i el progenitor masculí com a Bauhinia variegata, tot i que no va poder determinar si es tractava de la varietat B. variegata var. candida o B. variegata var. variegata. La propagació de la Bauhinia blakeana és per empelt o per esqueix i, per tant, només es produeix en cultius. Alguns estudis han provat l'existència d'alguns arbres que produïen llavors en ser pol·linitzats per alguna de les espècies parentals, però aquestes no serien viables.

## Ús com a emblema
Des de l'any 1997, la flor apareix a l'escut de Hong Kong, la seva bandera i les seves monedes. Malgrat que les flors són roses o púrpures en la realitat, a la bandera de Hong Kong es representen de color blanc. L'arbre d'orquídies de Hong Kong va ser introduït a Taiwan l'any 1967; l'any 1984 va ser escollit com a flor de la ciutat de Chiayi, al sud-oest de Taiwan. 

Bandera de Hong Kong.
Escut de Hong Kong.
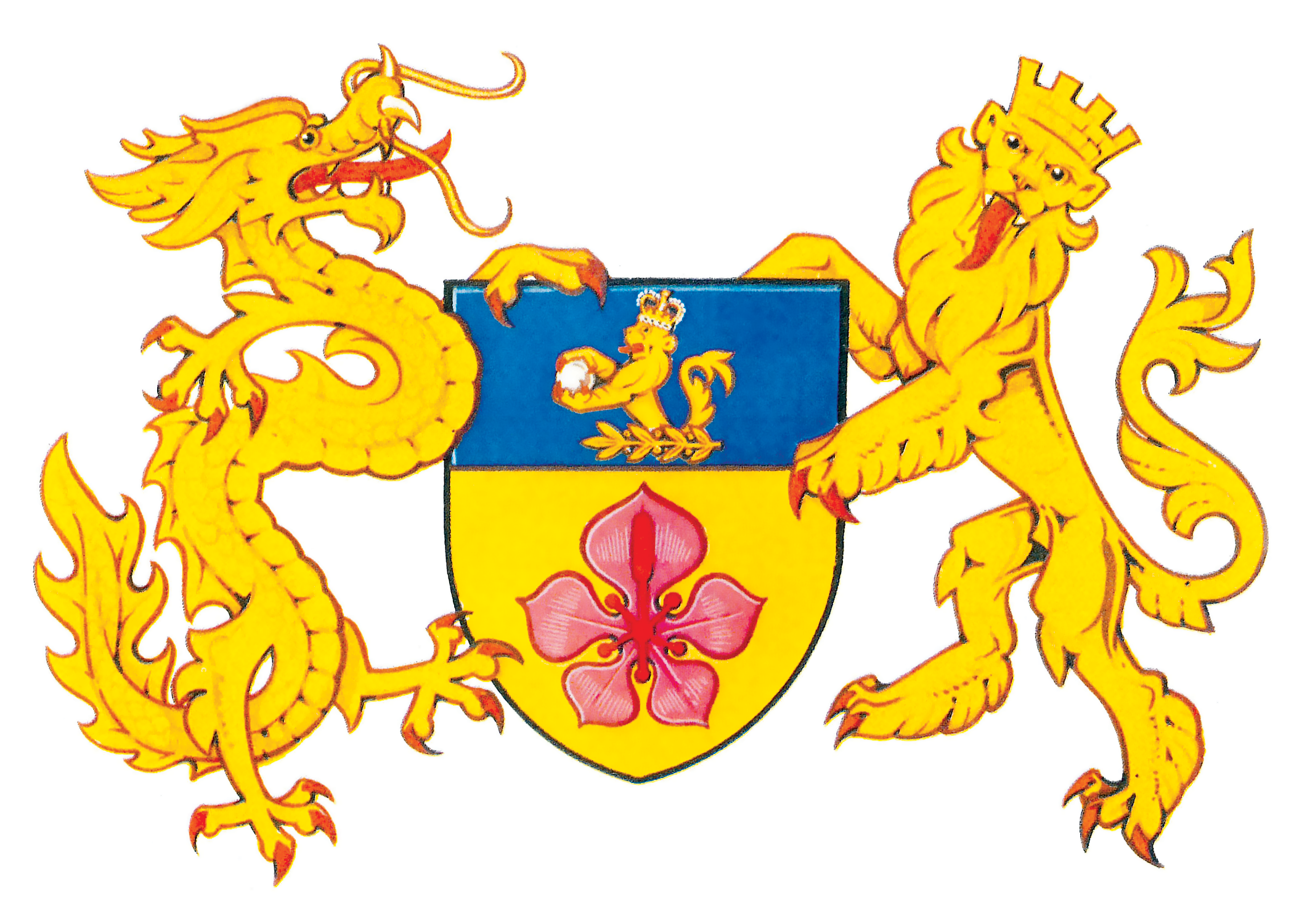
Escut de la ciutat de Hong Kong.

## Història
L'arbre va ser descobert a la dècada de 1880 per un missioner catòlic francès de les Missions Estrangeres de París, prop de les ruïnes d'una casa de la costa occidental de Hong Kong, prop de Pok Fu Lam, i es va propagar en jardins botànics.
Stephen Troyte Dunn, superintendent del Departament de Botànica i Boscos, va ser la primera persona en realitzar una descripció científica completa de la planta. La va assignar al gènere Bauhinia l'any 1908. Dunn va anomenar l'arbre Sir Henry i Lady Blake, en honor de Henry Blake, governador britànic de Hong Kong des de 1898 fins a 1903 i la seva esposa. Les descripcions de Dunn es basaven en els arbres que hi havia als jardins botànics, conreats a partir d'esqueixos presos dels arbres cultivats a les missions franceses de Hong Kong, que al seu torn es derivaven d'un arbre trobat a prop. Les informacions que han arribat avui dia apunten a que tots els esqueixos agafats durant les missions franceses provenien d'un sol arbre i, per tant, actualment tots els arbres d'orquídies de Hong Kong actuals serien clons d'aquest arbre original. Alguns estudis apunten a que això significaria una alta fragilitat de l'espècie davant epidèmies o plagues; per això actualment es fan esforços per tornar a hibridar les espècies parentals de la B. blakeana (B. purpurea i B. variegata) per a generar nous híbrids.

## Galeria

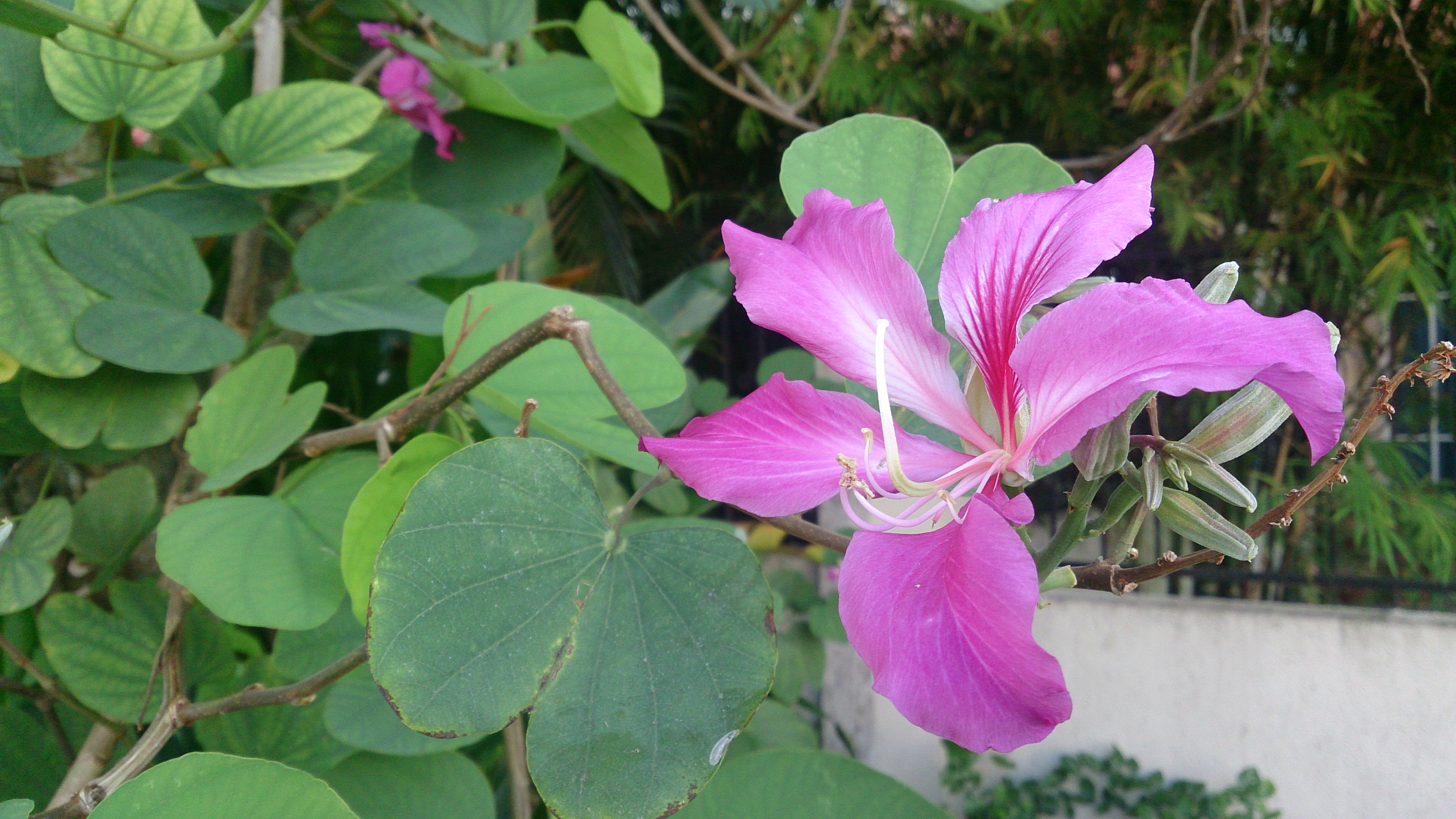
Flor i fulles.
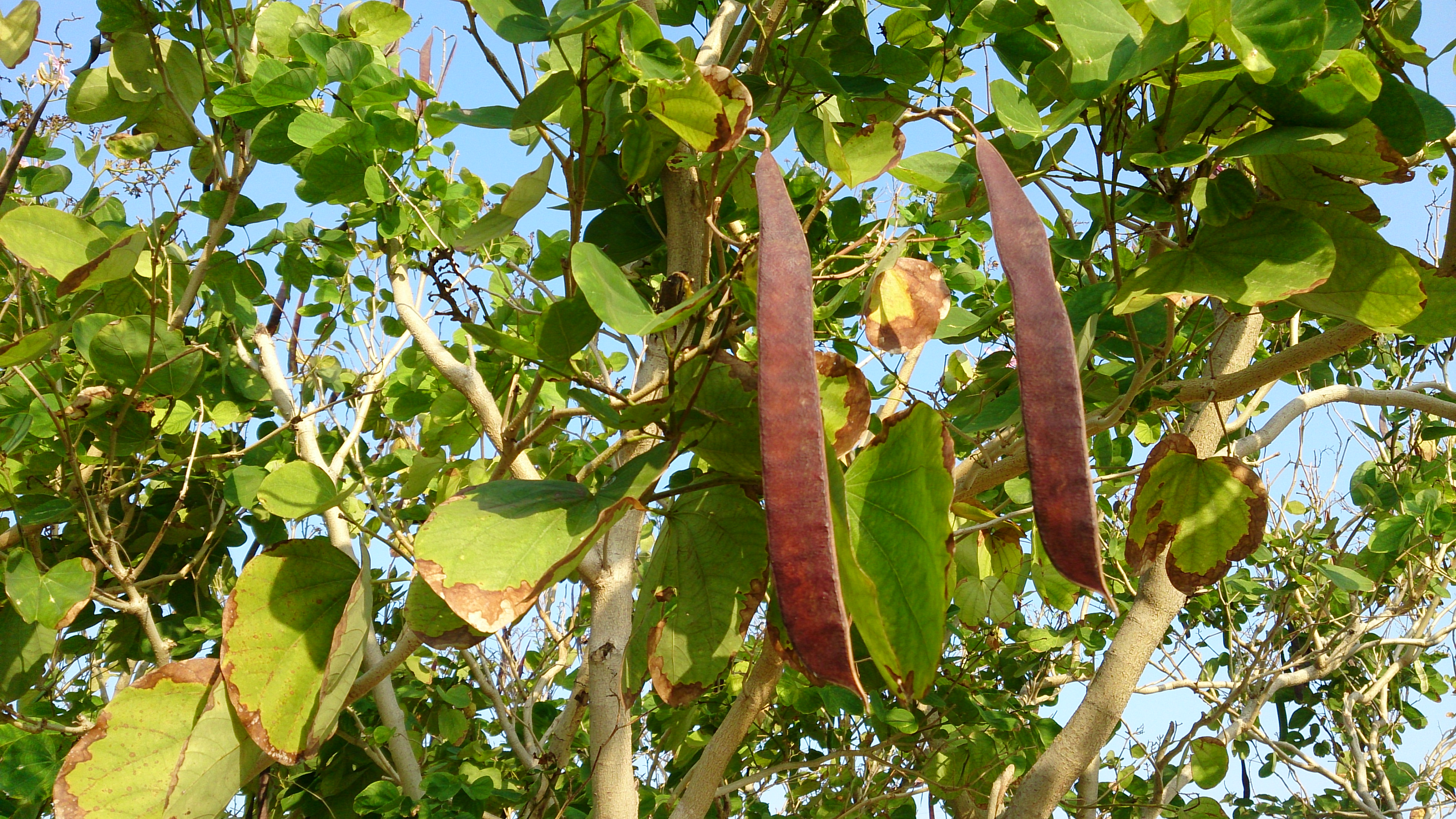
Baines
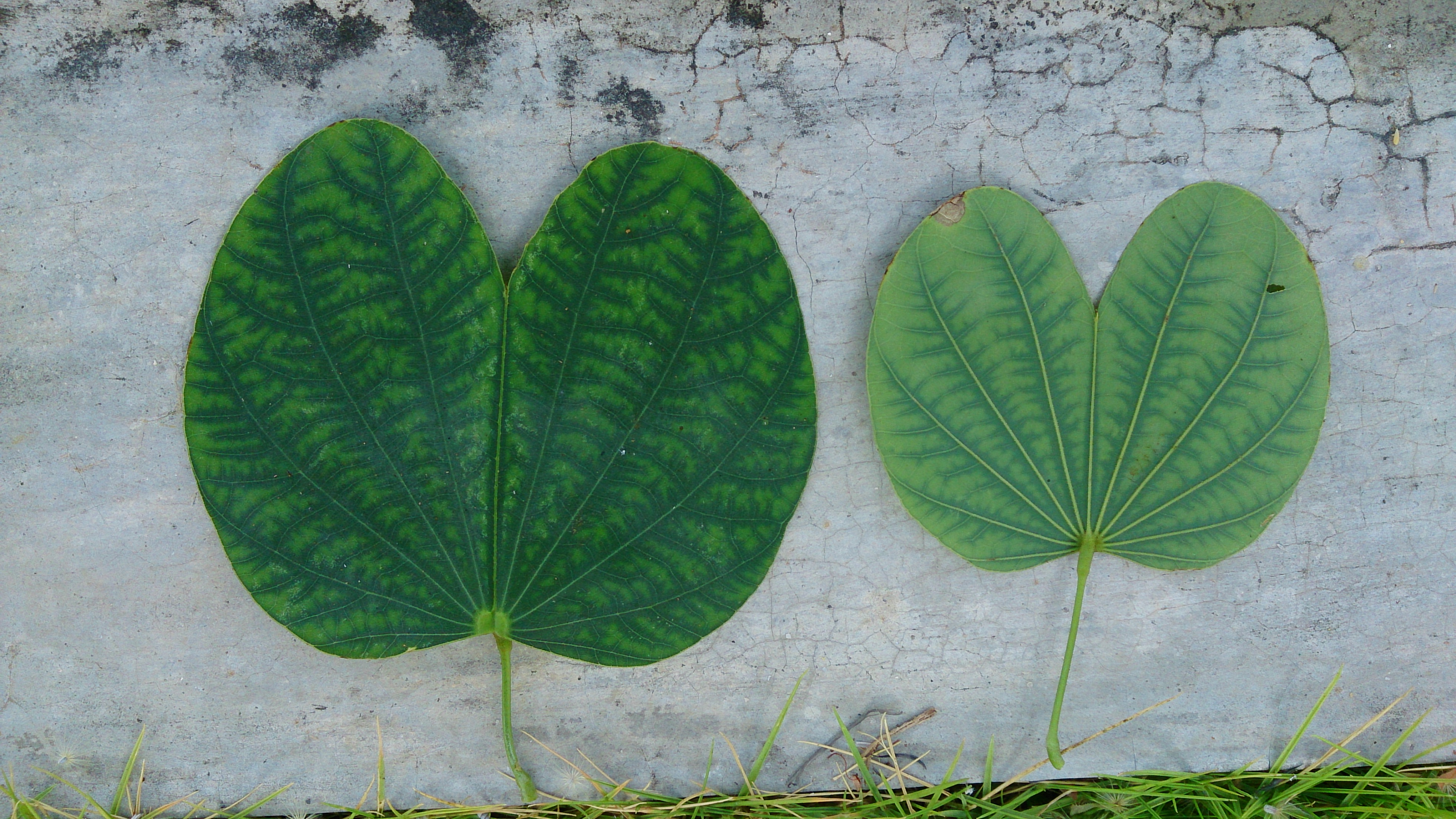
Fulles
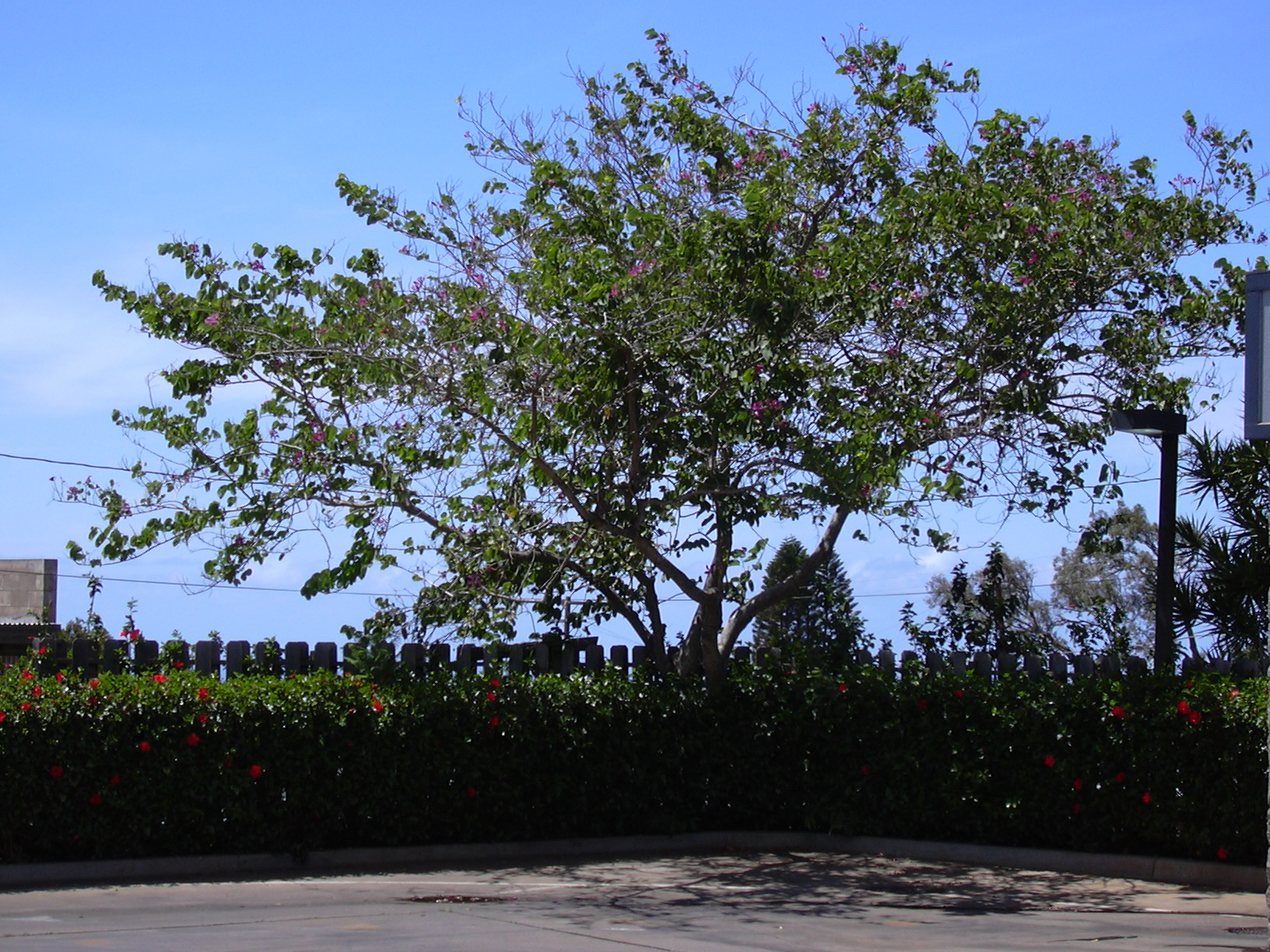
Arbre